# 굿 키드
굿 키드는 토론토, 온타리오주 5인 인디 록 밴드이다.
굿 키드는 5명의 맴버들로 구성된다. 리드 보컬리스트 Nick Frosst, 드러머 Jon Kereliuk, 베이시스트 Michael Kozakov, 그리고 기타리스트 David Wood과 Jacob Tsafatinos로 밴드가 구성된다. Nomu Kid로 알려진 밴드의 마스코트는 주로 마케팅 및 소셜 미디어에 등장한다. 그들은 2018년에 Good Kid라는 제목의 첫 EP를 출시했고, 2년 후에 Good Kid 2를 출시한다. 2020년 말, 밴드는 포트나이트 스트림어서 그들의 음악이 사용되면서 인기를 끌기 시작했다. 굿 키드는 디지털 밀레니엄 저작권법 없이 음악을 발표하여 음악이 스트림중에 사용될수 있도록 하였고, 그 후로 그들의 여러 노래들이 게임에 추가되었다.

## 역사
굿 키드의 첫 노래 'Nomu'는 2015년 10월 13일에 출시했다. 이 노래는 노래 제목을 딴 밴드의 마스코트, Nomu Kid를 소개했다. 그 이후 몇 년 동안 밴드는 더 많은 싱글들을 출시한다. 2016년 5월 13일 "Atlas", 2017년 6월 6일 "Witches", 2018년 6월 4일 "Tell Me You Know"를 발표한다. Good Kid라는 제목을 갖은 밴드의 첫 EP는 2018년 6월 15일에 발표된다.
2020 중반, 굿 키드는 그들의 두 번째 EP에 수록될 싱글들을 발매하기 시작하였다. 7월 20일 "Everything Everything", 8월 28일 "Drifting", 9월 2일 "Down With the King". Good Kid 2는 2020년 11월 6일에 발표되었다. EP의 리드 트랙 "Down With the King"은 동키콩 컨트리를 기반으로 한 곡으로, 그 게임에 갇히게 된 음악가가 친구에게 도움을 요청하는 이야기를 가사에서 묘사한다.
Good Kid 2의 출시에 이어 굿 키드는 Ghost King's Revenge라는 통합 브라우저 게임을 홍보하기 위해 소셜 미디어에서 대체 현실 게임을 출시한다. 이 게임의 전제는 굿 키드의 마스코트 Nomu Kid를 게임의 악당이 잡아가 실종되는 것이다. Ghost King's Revenge는 Good Kid와 Good Kid 2에 수록된 모든 굿 키드의 오리지널 음악들과 칩튠 편곡으로 구성된 사운드 트랙을 선보였다.
2020년 말, Good Kid는 포트나이트 커뮤니티 내에서 인기 급상승을 겪게된다. 트위치와 유튜브 같은 사이트의 포트나이트 스트리머들 종종 스트림 도중 굿 키드의 음악을 재생하여 시청자들에게 알려지게 된다. 이는 FaZe Clan와 Bugha등의 유명 플레이어들에게 확장된다. 굿 키드 밴드 멤버들은 그들의 음악이 포함된 포트나이트 몽타주를 리트윗하면서 이러한 스트림들에 참여하기 시작하였다. 포트나이트 플레이어들은 굿 키드의 음악이 세임 내 라디오에 추가되도록 캠페인을 벌이게 된다. 이에 대하여 에픽게임즈는 굿 키드에게 라디오에 들어갈 노래 두 곡을 보내달라고 요청한다. 굿 키드는 그해 6월에 발매한 "Witches"을 선택하여 팬들로부터 긍정적인 반응을 얻었다.
디지털 밀레니엄 저작권법 주장들에 대한 논란과 그들의 음악을 스트림에 포함하는 사람들의 수에 대하여 굿 키드는 스트림 정지 처분의 가능성이 없게 하기 위해 무료로 음악을 사용할 수 있게 하였다. Tsafatinos에 따르면, 이 대응은 굿 키드가 그들의 음악을 사용하던 대부분의 스트리머들이  디지털 밀레니엄 저작권법을 모르고 '스트림에서 그들이 좋아하는 노래를 트는 것을 원하는' 젊은 이들임을 알게되서임이라고 했다. 굿 키드는 디지털 밀레니엄 저작권법 없는 스트림들에서 무료로 곡들을 사용할 수 있도록 'No Time to Explain'과 같은 최신곡들을 비웠다.
2021년, 굿 키드는 'Orbit'이라는 싱글을 발매한다. 2018년에 초반 부분이 작곡된 곡이였지만, 굿 키드의 음악 스타일과 맞지 않아 발매가 보류되었었다. 하지만, 밴드의 음악 스타일과 더 일치하게 되도록 재검토되었다. "Witches"와 같이, "Orbit" 또한 포트나이트의 라디오에 더해진다.
굿 키드의 다음 싱글, "No Time to Explain"은 2022년 9월 9일에 발매된다. 바로 다음 달에 "No Time to Explain"이 포트나이트 라디오에 더해진다.
굿 키드는 2023년 1월 27일에 "First Rate Town"이라는 또 다른 싱글을 발매한다.
2023년에 그들은 The Return of The Kid라는 그 해의 콘서트 투어를 발표한다. 투어는 모든 연령을 위한 것이였고, 5월 6일부터 6월 2일까지 진행됐다. 장소는 토론토에서 진행되는 하나의 쇼를 제외하고 모두 미국였다.
3월 16일, 굿 키드는 또 다른 싱글, "Mimi's Delivery Service"를 발매한다.
4월 14일, 굿 키드는 그들의 세 번째 EP인 Good Kid 3을 발매한다. 이 EP는 "Osmosis"와 "Madeleine" 두 개의 새 곡들을 포함했다.

## 영향
굿 키드의 초기 작품들은 2000년대의 인디 록과 스트록스, 투 도어 시네마 클럽, 블록 파티, 그리고 KANA-BOON등의 일본의 록 음악 벤드들에게 영감을 받았었다. 그들은 2019년에는 PUP, Peach Pit, Last Dinosaurs 그리고 로부터 영감을 받는다고 했다.

## 멤버들
- Nick Frosst – 리드 보컬리스트
- Jon Kereliuk – 드러머
- Michael Kozakov – 베이시스트
- David Wood – 기타리스트
- Jacob Tsafatinos – 기타리스트[11]

## 음반
EPs
- Good Kid (2018)
- Good Kid 2 (2020)
- Ghost King's Revenge (OST) (2020 칩튠/리믹스 음반)
- Good Kid 3 (2023)

- "Nomu"(2015)
- "Atlas"(2016)
- "Witches" (2017)[11]
- "Tell Me You Know" (2018)
- "Slingshot" (2019)[11]
- "Nomu x 동물의 숲 " (2020)
- "Everything Everything" (2020)
- "Drifting"(2020)
- "Down With the King" (2020)
- "Orbit" (2021)[1]
- "No Time to Explain" (2022)
- "First Rate Town" (2023)
- "Mimi's Delivery Service" (2023)
- "Ground" (2023)
- "From the Start" (2023)
- "Bubbly" (2024)
- "Break" (2024)